# Hocine Harrouche
Hocine Harrouche (sinh ngày 9 tháng 12 năm 1987 ở Algiers) là một cầu thủ bóng đá người Algérie. Hiện tại anh thi đấu cho NA Hussein Dey ở Giải bóng đá hạng nhất quốc gia Algérie, cho mượn từ Paradou AC.

## Sự nghiệp câu lạc bộ
Harrouche được cho mượn bởi Paradou AC đến NA Hussein Dey vào nửa sau của Algerian Championnat National 2009–10. Anh có 12 trận cho câu lạc bộ, ghi 1 bàn thắng.